# 大孢假花耳
大孢假花耳（学名：Dacryopinax macrospora）是属于花耳目花耳科假花耳属的一种真菌，生长在朽木上。该种分布于中国。